# Jose Maria Sison
Jose Maria Sison, född 8 februari 1939 i Cabugao i Södra Ilocos på Luzon, död 16 december 2022 i Utrecht, Nederländerna, var en filippinsk författare, politiker och aktivist som deltog i omorganiseringen av det kommunistiska partiet i Filippinerna och som bidrog till att det fick en mer maoistisk inriktning. Sedan 2002 har han blivit klassad som en person som stöder terrorism av USA. Även EU har haft honom på sin "terrorlista" men avskrevs från listan 2009. 

## Kontroverser
- Den förre senatorn Jovito Salonga har anklagat Sison för planeringen av bombdådet under det Liberala partiets konvent 1971.